# Памятник Юрию Гагарину (Гагарин)
Памятник Юрию Гагарину на его родине в городе Гагарин (ранее Гжатск) был установлен в 1974 году, через шесть лет после гибели Юрия Гагарина.
Открытие памятника состоялось 30 августа. В 2010 году была проведена масштабная реставрация памятника.
Памятник был поставлен на Красной площади города Гагарина, напротив гостиницы «Восток».
Над созданием памятника работали скульпторы Ю. Г. Орехов и М. А. Шмаков. Архитекторами монумента выступили В. А. Петербуржцев и А. В. Степанов.
Фактически Юрий Гагарин родился в селе недалеко от Гжатска, но позднее его семья жила именно здесь, сюда он приезжал к родителям, в том числе и уже после совершения полёта в космос.
В памятные дни около памятника проводятся торжественные и траурные мероприятия, возлагаются цветы представителями местной администрации. Также на площади рядом с памятником регулярно проводятся праздничные гуляния, в том числе в рамках ежегодного празднования Дня космонавтики 12 апреля.

## Описание памятника
Памятник представляет из себя полноростовую скульптуру Юрия Гагарина высотой 5 метров, выполненную из бронзы. Фигура Гагарина представлена в динамичной позе, сам он одет в обычную гражданскую одежду, в одной руке у него находится пиджак, который закинут на плечо. У ног скульптуры Гагарина изображён «бумажный самолёт», выполненный из бронзы. Скульптура помещена на постамент из чёрного гранита, имеющий высоту 6 метров. Сам постамент сложен из отдельных блоков.
На постаменте высечена надпись:
«Юрию Гагарину»
Рядом с памятником располагается мемориал Великой Отечественной войны и Казанская церковь.